# Pływanie na Letnich Igrzyskach Olimpijskich 1900 – 1000 metrów stylem dowolnym
Konkurencja pływacka 1000 metrów stylem dowolnym na Letnich Igrzyskach Olimpijskich 1900 w Paryżu odbyła się 11 (półfinały) i 12 (finał) sierpnia 1900. W zawodach wzięło udział 16 pływaków.

## Wyniki

### Półfinały
Zwycięzca każdego półfinału kwalifikował się do finału (Q), a spośród pozostałych awansowało sześciu z najlepszymi czasami (q).

#### Półfinał 1
| Poz. | Zawodnik           | Kraj            | Wynik   | Uwagi |
| ---- | ------------------ | --------------- | ------- | ----- |
| 1.   | John Arthur Jarvis | Wielka Brytania | 14:28,6 | Q     |
| 2.   | Maurice Hochepied  | Francja         | 17:13,2 | q     |
| 3.   | Erik Eriksson      | Szwecja         | 17:41,2 | q     |
| 4    | Fumouze            | Francja         | 18:00,0 |       |

#### Półfinał 2
| Poz. | Zawodnik       | Kraj    | Wynik   | Uwagi |
| ---- | -------------- | ------- | ------- | ----- |
| 1.   | Jules Verbecke | Francja | 17:18,0 | Q     |
| 2.   | Lué            | Francja | 24:15,0 |       |
| 3.   | Lapostolet     | Francja | 25:52,0 |       |
| –    | Souchu         | Francja | DNF     |       |

#### Półfinał 3
| Poz. | Zawodnik           | Kraj    | Wynik   | Uwagi |
| ---- | ------------------ | ------- | ------- | ----- |
| 1.   | Zoltán Halmay      | Węgry   | 14:52,0 | Q     |
| 2.   | Otto Wahle         | Austria | 15:27,0 | q     |
| 3.   | Georges Leuillieux | Francja | 17:09,6 | q     |
| 4.   | Désiré Mérchez     | Francja | 18:17,2 |       |

#### Półfinał 4
| Poz. | Zawodnik       | Kraj                 | Wynik   | Uwagi |
| ---- | -------------- | -------------------- | ------- | ----- |
| 1.   | Max Hainle     | Cesarstwo Niemieckie | 15:54,0 | Q     |
| 2.   | Thomas Burgess | Wielka Brytania      | 16:54,0 | q     |
| 3.   | Louis Martin   | Francja              | 16:58,0 | q     |
| 4.   | Texier         | Francja              | 21:33,0 |       |

### Finał

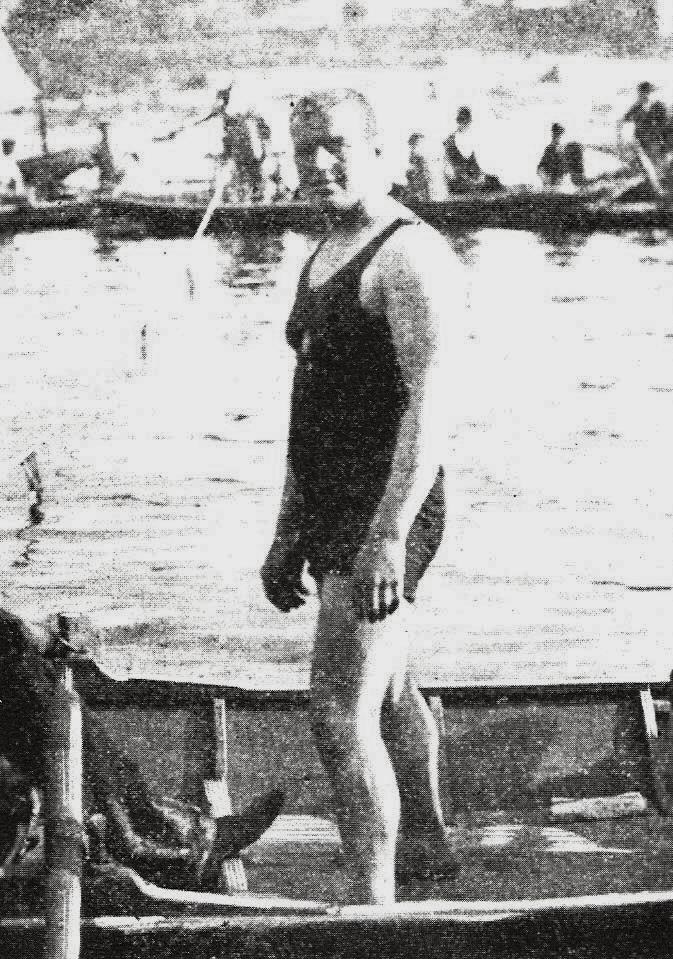
John Arthur Jarvis

| Poz.   | Zawodnik           | Kraj                 | Wynik   | Uwagi |
| ------ | ------------------ | -------------------- | ------- | ----- |
| złoto  | John Arthur Jarvis | Wielka Brytania      | 13:40,2 | OR    |
| srebro | Otto Wahle         | Austria              | 14:43,6 |       |
| brąz   | Zoltán Halmay      | Węgry                | 15:16,4 |       |
| 4.     | Max Hainle         | Cesarstwo Niemieckie | 15:22,6 |       |
| 5.     | Louis Martin       | Francja              | 16:30,4 |       |
| 6.     | Georges Leuillieux | Francja              | 16:53,2 |       |
| 7.     | Maurice Hochepied  | Francja              | 16:53,4 |       |
| 8.     | Jules Verbecke     | Francja              | 17:13,8 |       |
| 9.     | Erik Eriksson      | Szwecja              | 17:50,0 |       |
| –      | Thomas Burgess     | Wielka Brytania      | DNF     |       |